# 遭遇戰
遭遇战是指交战双方处于行军状态时突然戰鬥。遭遇战還可以分为预期遭遇战斗和不预期遭遇战斗。由於此時雙方彼此不了解，很難侦察，而且也沒有作戰计划和部署，這時就需要军事长官指挥更迅速、更机敏、更果决。 非遭遇戰的情況則是一方预先占领阵地，然后等待對方前来进攻。